# Eschatarchia
Eschatarchia là một chi bướm đêm thuộc họ Geometridae.

## Các loài
- Eschatarchia lineata Warren, 1894